# Jules Chappaz
Jules Chappaz (Annecy, 22 maggio 1999) è un fondista francese.

## Biografia
Attivo dal dicembre del 2015, Chappaz ai Mondiali juniores di Lahti 2019 ha vinto la medaglia d'oro nella 10 km; ha esordito in Coppa del Mondo il 28 dicembre 2019 nella 15 km del Tour de Ski disputata a Lenzerheide (55º) e ai Campionati mondiali a Planica 2023, dove ha vinto la medaglia di bronzo nella sprint. Il 31 gennaio 2025 ha conquistato il primo podio in Coppa del Mondo, nella sprint a squadre disputata a Cogne (2º), e ai successivi Mondiali di Trondheim 2025 si è classificato 4º nella sprint e 5º nella sprint a squadre; non ha preso parte a rassegne olimpiche.

## Palmarès

### Mondiali
- 1 medaglia:
  - 1 bronzo (sprint a Planica 2023)

### Mondiali juniores
- 1 medaglia:
  - 1 oro (10 km a Lahti 2019)

### Coppa del Mondo
- Miglior piazzamento in classifica generale: 24º nel 2024
- 4 podi (2 individuali, 2 a squadre):
  - 3 secondi posti (2 individuali, 1 a squadre)
  - 1 terzo posto  (a squadre)

#### Coppa del Mondo - competizioni intermedie
- 1 podio di tappa:
  - 1 secondo posto